# Trox sabulosus
Trox sabulosus es una especie de coleóptero de la familia Trogidae.

## Distribución geográfica
Habita en el paleártico de Eurasia. Trox (Trox) sabulosus]

## Sinonimia
Scarabaeus femoratus Degeer, 1774

## Subespecies
Se reconocen las siguientes:
- Trox sabulosus fujiokai Ochi, 2000
- Trox sabulosus sabulosus (Linnaeus, 1758)